# Palikur
El palikur és una llengua ameríndia del grup de les llengües arawak parlada pels palikurs, un poble que viu a Brasil, al nord de l'Estat d'Amapá i a la Guaiana Francesa, a la frontera oriental.

## Fonologia

### Consonants
|            |               | Labial | Alveolar | Post- alveolar | Palatal | Velar | Glotal |
| ---------- | ------------- | ------ | -------- | -------------- | ------- | ----- | ------ |
| Oclusiva   | sorda         | p      | t        |                |         | k     |        |
| Oclusiva   | sonora/small> | b      | d        |                |         | ɡ     |        |
| Fricativa  | Fricativa     |        | s        | ʃ              |         |       | h      |
| Nasal      | Nasal         | m      | n        |                |         |       |        |
| Aproximant | Aproximant    | w      |          |                | j       |       |        |

- Les oclusives en posició final de paraula se senten inèdites com [p̚, t̚, k̚, b̚, d̚, ɡ̚].
- /p/ es pot sentir com [v] o [β] quan abans de vocals tancades /i, u/, o en posició intervocàlica.
- /t, d, n/ quan es troba davant vocal anterior /i, ĩ/ se senten com a sons palatals i post-alveolars [tʃ, dʒ, ɲ].

### Vocals
|         | Frontal | Central | Posterior |
| ------- | ------- | ------- | --------- |
| Tancada | i ĩ     |         | u ũ       |
| Mitjana | e ẽ     |         | o õ       |
| Oberta  |         | a ã     |           |

- /e, o/ se senten [ɛ, ɔ] en diferents posicions.
- /a/ se sent com a vocal central nasalitzada [ɐ̃] quan és precedida de consonant nasal.[5]